# 10054 Соломін
10054 Соло́мін (10054 Solomin) — астероїд головного поясу, відкритий 17 вересня 1987 року.
Тіссеранів параметр щодо Юпітера — 3,589.